# 100 Days (film 1991)
100 Days  è un film del 1991 diretto da Partho Ghosh.

## Trama
Il film si apre con una giovane donna, Devi, che ha una visione improvvisa (generalmente accompagnata da un lieve attacco di panico) di incidenti e incidenti che devono ancora accadere. Devi ha una visione della sorella Rama che viene uccisa. I suoi compagni di college Sudha Mathur e Sunil cercano di aiutarla a risolvere le proprie visioni ma a poco a poco. Devi è sollevato dopo che parla con sua sorella e scopre che è viva. Tuttavia, solo qualche tempo dopo, Rama viene assassinato nello stesso modo in cui Devi aveva immaginato. L'assassino nasconde il corpo di Rama in un muro di una villa. Rama è segnalato mancante. Devi crede fermamente che Rama sia morto. Cinque anni dopo, Devi si trasferisce nella casa di suo zio dove si incontra e si corteggia dal milionario uomo d'affari Ram Kumar. Sunil, che era segretamente innamorato di Devi, è profondamente deluso. Devi e Ram si sposano e entrano nel suo palazzo di famiglia, che ha ricompensato dopo una battaglia legale. Poco conosciuto a nessuno, questa è la stessa casa dove Rama è stato sepolto. Quando Devi comincia ad avere le visioni di nuovo, lo scheletro di Rama non è l'unica cosa che verrà a cadere.
Devi vede un muro nella dimora che viene strappata. Devi piange giù per il muro, solo per scoprire uno scheletro che scompare. Devi conosce il suo scheletro: è Rama, poiché aveva una collana simile a Devi's. Anche lo scheletro della donna morta è approssimativamente uguale a quello di Rama. L'ispettore prende rapidamente in evidenza che, dal momento che il palazzo era chiuso quando Rama scomparve, qualcuno avrebbe potuto nascondere un corpo morto e nessuno saprebbe la verità. Tuttavia, dubita che la donna morta sia Rama: sono disponibili diverse collane.
Devi ora ottiene un'altra visione di un'altra donna che viene assassinata. Inoltre evidenzia due dettagli: una rivista denominata Priya con un cavallo sulla sua copertina e una videocassetta contrassegnata da 100 Giorni. Sunil e Devi visitano l'ufficio settimanale. L'editore cortesamente li informa che i copertini dei prossimi sei mesi non contengono alcun tema equestre. Anche la videocassetta indica un vicolo cieco: nessun negozio di video in Bombay porta un titolo come '100 giorni'. Devi comincia a scavare nella vita di Rama. Lei impara che Rama era uno studioso di ricerca e stava lavorando su una tesi sulle antiche sculture e templi in India. Una rapida indagine di Devi durante una visita al Museo di Bombay rivela che molti manufatti elencati da Rama erano scomparsi misteriosamente, furono rubati o furono sostituiti da falsi. Inoltre impara che due persone che lavorano nel museo, Jagmohan, Security Officer e Parvati, Record Keeper sono state licenziate con sospetto. Parvati è rivelato essere la nuova vittima delle visioni di Devi.
Jagmohan è un uomo caldo, mentre Parvati conosce l'assassino di Rama. Parvati aveva filmato l'omicidio. Tenta di ricattare l'assassino, ma l'assassino cerca di ucciderla. entra in una videoteca, attacca una etichetta "100 giorni" sulla cassetta e cerca di fuggire. Ma Jagmohan riesce a ucciderla, proprio come aveva visto Devi. Più tardi, a causa di alcuni sviluppi dell'ultimo minuto, la rivista settimanale "Priya" stampa un problema con un cavallo sulla sua copertina. Devi presto si rende conto che Parvati è stato ucciso. Va alla videoteca e recupera la videocassetta. Jagmohan cerca di ucciderla, ma la  è sua fortuna  a prevalere e fugge. Tornando nel palazzo, dove ottiene una visione di se stessa in uno stato ferito e uno specchio spezzato nel palazzo. Racconta a Ram gli sviluppi e siede con lui per guardare la videocassetta. Ram non ha idea del contenuto del cassetto.
Tuttavia, mentre viene riprodotta la videocassetta, Devi ottiene un altro shock: vede sua sorella Rama affrontare Ram. Sulla base delle prove della videocassetta, appare chiaro che Ram è l'assassino. Devi gli dice che è incinta con il figlio. Ram spiega. Ram dice che era da una famiglia affluente ma suo padre perse la sua ricchezza a causa del gioco e alla fine morì. Quando Ram cercava un aiuto finanziario dai suoi parenti, loro respingevano le sue richieste, lasciandolo inutilmente da solo. Di conseguenza, ha assunto un modo illegale di guadagnare denaro. Corse da Jagmohan e Parvati. Più tardi, il trio è diventato partner e ha iniziato al contrabbando e i manufatti dei musei li sostituiscono alcuni con i falsi. Rama lo sospettava e decise di esporli. Quella notte Ram andò a parlare con Rama. Ma Jagmohan, che era anche lì, ha perso il suo temperamento e ha sparato i suoi morti. Parvati stava registrando segretamente l'incidente, ma a causa dell'angolo della sua macchina fotografica, sembrava che Ram fosse l'assassino. Ram offre di arrendersi alla polizia e li chiama. Confessa il suo crimine e chiede loro di arrestarlo.
Non appena ha smesso di parlare, Jagmohan lo colpisce alla schiena. Ram perde la coscienza, mentre Devi combatte con Jagmohan. In questa lotta ineguale, Devi è sopraffatto e reso incosciente dopo essere stato colpito sulla fronte da un conchcio lanciato da lei da Jagmohan. Poi, Jagmohan la seppellisce viva nello stesso muro dove aveva seppellito Rama. Proprio mentre sta per scappare, vede Sunil entrare. Jagmohan si nasconde mentre Sunil è sorpreso di vedere la villa aperta con nessuno in esso. Proprio allora, l'allarme di orologio da polso di Devi squilla. Sunil è sorpreso di sentire il suono proveniente da dietro il muro e mette insieme due e due. Inizia a togliere i mattoni di un muro di nuova costruzione quando Jagmohan lo attacca improvvisamente. Tuttavia, Sunil mette una buona lotta con il nemico con un vantaggio ingiusto. Ram si sveglia troppo e va verso il muro per togliere i mattoni e in qualche modo riesce a rimuovere l'inconscio Devi dalla parete. Sunil supera presto Jagmohan e lo scaricherà nella piscina.
La polizia arriva alla scena. Sunil è sorpreso di vedere Ram essere arrestato pure. Devi sembra stanco come il furgone della polizia va via con Jagmohan e Ram in custodia.

## Colonna sonora
Musiche di Vijay Patil.
1. S.P. Balasubramaniam, Lata Mangeshkar – Sun Beliya
2. Amit Kumar, Alka Yagnik – Gabbar Singh Yeh Kehkar Gaya
3. Amit Kumar, Lata Mangeshkar – Le Le Dil De De Dil
4. Lata Mangeshkar – Pyar Tera Pyar
5. S.P. Balasubramaniam, Lata Mangeshkar – Tana Dere Na Tana Na De
6. S.P. Balasubramaniam, Lata Mangeshkar – Sun Sun Sun Dilruba